# Limoeiro de Anadia
Limoeiro de Anadia è un comune del Brasile nello Stato dell'Alagoas, parte della mesoregione di Agreste Alagoano e della microregione di Arapiraca.